# Antocha libanotica
Antocha libanotica là một loài ruồi trong họ Limoniidae. Chúng phân bố ở miền Cổ bắc.